# Ixeridium sagittarioides
Ixeridium sagittarioides là một loài thực vật có hoa trong họ Cúc. Loài này được (C.B.Clarke) J.H. Pak & Kawano mô tả khoa học đầu tiên năm 1992.